# Kristopher Van Varenberg
Pour les articles homonymes, voir Van Damme et Varenberg.
Kristopher Van Varenberg (alias Kristopher Van Damme) né le 20 mai 1987, est un acteur belgo-américain.
Il est le premier fils de l'acteur belge Jean-Claude Van Damme et de Gladys Portugues, et le frère de Bianca Bree (née en 1990) et de Nicholas Van Varenberg (né en 1995).

## Biographie
Fils aîné de l’acteur et pratiquant d’arts martiaux belge Jean-Claude Van Damme. Il a fait plus de dix films avec son père.

## Filmographie
- 1992 : Universal Soldier : Luc Deveraux (jeune) (non crédité)
- 1996 : Le Grand Tournoi : Christopher Dubois (jeune)
- 2002 : Point d'impact : Ethan Kristoff
- 2009 : Universal Soldier : Régénération : Miles
- 2011 : Assassination Games : Schell
- 2012 : Dragon Eyes : Sgt Feldman
- 2012 : Gladiators : Chase
- 2012 : Universal Soldier : Le Jour du jugement : Miles
- 2012 : 6 bullets : Selwyn Gaul
- 2013 : Welcome to the Jungle : Brett
- 2013 : Enemies Closer : Francois
- 2015 : La Vengeance dans le corps : Marcello
- 2017 : La Marque de la vengeance : Dusan
- 2018 :  Black Water : Kagan
- 2024 : Hatch : Protection rapprochée : Igor